# 圣雷米欧布瓦 (默尔特-摩泽尔省)
圣雷米欧布瓦（法語：Saint-Rémy-aux-Bois，法語發音：[sɛ̃ ʁemi o bwa]）是法国默尔特-摩泽尔省的一个市镇，位于该省东南部，属于吕内维尔区。

## 地理
圣雷米欧布瓦（48°24'57"N, 6°23'36"E）面积9.76 平方千米，位于法国大東部大區默尔特-摩泽尔省，该省份为法国东北部内陆省份，是洛林的一部分，北邻比利时、卢森堡，北起顺时针与摩泽尔省、下莱茵省、孚日省和默兹省接壤。
与圣雷米欧布瓦接壤的市镇（或旧市镇、城区）包括：洛罗蒙特泽、罗泽略尔、圣布安、沙尔姆、达马奥布瓦、埃斯涅。

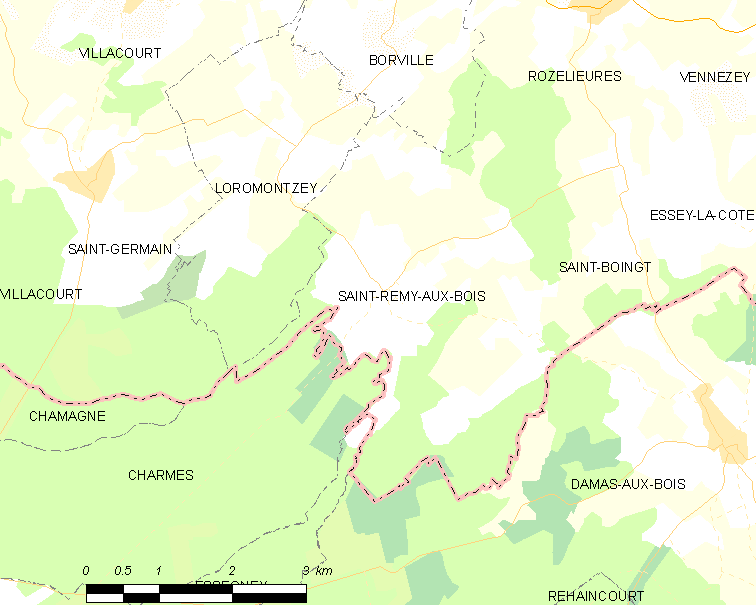
的OSM定位图

圣雷米欧布瓦的时区为UTC+01:00、UTC+02:00（夏令时）。

## 行政
圣雷米欧布瓦的邮政编码为54290，INSEE市镇编码为54487。

## 政治
圣雷米欧布瓦所属的省级选区为吕内维尔第二县。

## 人口

1962-2008年间人口变化图示

圣雷米欧布瓦于2022年1月1日时的人口数量为65人。